# اندیس لالی مرده
لالی مرده یک اندیس فلزی است که در حوالی شهر رامشک استان سیستان و بلوچستان قرار دارد و مادهٔ معدنی موجود در آن، مس است.  